# Winston-Salem Cycling Classic 2017
La 4ª edición de la Winston Salem Cycling Classic se corrió el 29 de agosto de 2017 sobre una distancia total de 177,8 km.
La carrera formó parte del circuito UCI America Tour 2017 dentro de la categoría 1.1 y fue ganada por el ciclista estadounidense Robin Carpenter del equipo de categoría Continental Profesional el Holowesko Citadel Racing Team.

## Equipos participantes
Tomaron la partida un total de 12 equipos, de los cuales 1 fue de categoría Continental Profesional y 11 Continentales, quienes conformaron un pelotón de 82 ciclistas de los cuales terminaron 32.
| Equipo continental profesional- UnitedHealthcare Equipos continentales (11)- Silber - Rally Cycling - Holowesko Citadel - Garneau-Québecor - Team Illuminate - H&R Block - Aevolo - Canel's-Specialized - CCB Velotooler - Inteja-Dominican - Medellín-Inder |
| |

## Clasificaciones
Las clasificaciones finalizaron de la siguiente forma:

### Clasificación general
| \| Clasificación general \| Clasificación general \| Clasificación general \| Clasificación general \| Clasificación general \| \| Ciclista \| Ciclista \| Equipo \| Tiempo \| \| \| --------------------- \| --------------------- \| ----------------------------- \| --------------------- \| --------------------- \| \| 1.º \| Robin Carpenter \| Holowesko Citadel Racing Team \| 3 h 57 min 49 s \| \| \| 2.º \| Ryan Roth \| Silber Pro Cycling \| + 10 s \| \| \| 3.º \| Bruno Langlois \| Garneau-Québecor \| + 11 s \| \| \| 4.º \| Óscar Sevilla \| Medellín-Inder \| + 1 min 10 s \| \| \| 5.º \| Edwin Ávila \| Illuminate \| + 1 min 11 s \| \| \| 6.º \| Travis McCabe \| UnitedHealthcare \| + 4 min 56 s \| \| \| 7.º \| Tyler Magner \| Holowesko Citadel Racing Team \| + 4 min 59 s \| \| \| 8.º \| Juan Esteban Arango \| Medellín-Inder \| + 5 min 44 s \| \| \| 9.º \| Emerson Oronte \| Rally Cycling \| + 5 min 45 s \| \| \| 10.º \| Taylor Eisenhart \| Holowesko Citadel Racing Team \| + 5 min 45 s \| \| \| 11.º \| Griffin Easter \| Illuminate \| + 6 min 08 s \| \| \| 12.º \| Tanner Putt \| UnitedHealthcare \| + 6 min 26 s \| \| \| 13.º \| Charles Bradley Huff \| Rally Cycling \| + 6 min 35 s \| \| \| 14.º \| Róbigzon Oyola \| Medellín-Inder \| + 6 min 35 s \| \| \| 15.º \| Joseph Lewis \| Holowesko Citadel Racing Team \| + 6 min 39 s \| \| |                      |                               |                 |
| |                      |                               |                 |
| Fuente: ProCyclingStats |                      |                               |                 |
| Clasificación general |                      |                               |                 |
| Ciclista | Ciclista             | Equipo                        | Tiempo          |
| 1.º | Robin Carpenter      | Holowesko Citadel Racing Team | 3 h 57 min 49 s |
| 2.º | Ryan Roth            | Silber Pro Cycling            | + 10 s          |
| 3.º | Bruno Langlois       | Garneau-Québecor              | + 11 s          |
| 4.º | Óscar Sevilla        | Medellín-Inder                | + 1 min 10 s    |
| 5.º | Edwin Ávila          | Illuminate                    | + 1 min 11 s    |
| 6.º | Travis McCabe        | UnitedHealthcare              | + 4 min 56 s    |
| 7.º | Tyler Magner         | Holowesko Citadel Racing Team | + 4 min 59 s    |
| 8.º | Juan Esteban Arango  | Medellín-Inder                | + 5 min 44 s    |
| 9.º | Emerson Oronte       | Rally Cycling                 | + 5 min 45 s    |
| 10.º | Taylor Eisenhart     | Holowesko Citadel Racing Team | + 5 min 45 s    |
| 11.º | Griffin Easter       | Illuminate                    | + 6 min 08 s    |
| 12.º | Tanner Putt          | UnitedHealthcare              | + 6 min 26 s    |
| 13.º | Charles Bradley Huff | Rally Cycling                 | + 6 min 35 s    |
| 14.º | Róbigzon Oyola       | Medellín-Inder                | + 6 min 35 s    |
| 15.º | Joseph Lewis         | Holowesko Citadel Racing Team | + 6 min 39 s    |